# 토요일은 밤이 없다
"토요일은 밤이 없다"는 1987년에 개봉한 대한민국의 영화인데 같은 고향(제주) 출신인 오수미(지영 역)와 김부선 (미화 역)이 해당 영화에서 공연하여 화제가 됐다.

## 캐스팅
- 오수미 : 지영 역
- 김부선 : 미화 역
- 오혜림 : 유미 역
- 정승호 : 종호 역
- 박일 : 재근 역
- 이진우 : 동석 역
- 이해룡 : 윤 사장 역
- 국정환 : 국 사장 역
- 남포동 : 김 사장 역
- 박용팔 : 박 사장 역
- 추봉 : 경숙 부 역
- 이미례 : 경숙 역
- 이경림 : 경임 역
- 김미라 : 숙희 역
- 장미화 : 핑키 역
- 길달호 : 달호 역
- 박희진 : 망치 역
- 박만규 : 새우 역
- 김형태 : 꼬마 역
- 김경란 : 부인 1 역
- 유명순 : 부인 2 역
- 성명순 : 부인 3 역
- 김철한 : 진식 역
- 이하림 : 사내 1 역
- 김경환 : 사내 2 역
- 우해경 : 평크 1 역
- 이미진 : 펑크 2 역
- 이현아 : 유미친구 역
- 한진희 (특별출연)
- 오경아 (특별출연)
- 이희도 (특별출연)